# 戈尔斯 (洛特省)
戈尔斯（法語：Gorses，法語發音：[ɡɔʁs]）是法国洛特省的一个市镇，属于菲雅克区。

## 地理
戈尔斯（44°47'40"N, 2°1'30"E）面积35.6 平方千米，位于法国奧克西塔尼大區洛特省，该省份为法国西南部内陆省份，北起顺时针与科雷兹省、康塔爾省、阿韦龙省、塔恩-加龙省、洛特-加龍省和多尔多涅省接壤。
与戈尔斯接壤的市镇（或旧市镇、城区）包括：拉迪拉、拉图耶-朗蒂亚克、拉特龙基耶尔、洛雷斯、蒙泰和布克萨勒、圣西尔格、圣梅达尔尼库尔比、塞纳亚克-拉特龙基耶尔、泰鲁、凯尔西地区苏塞拉克。

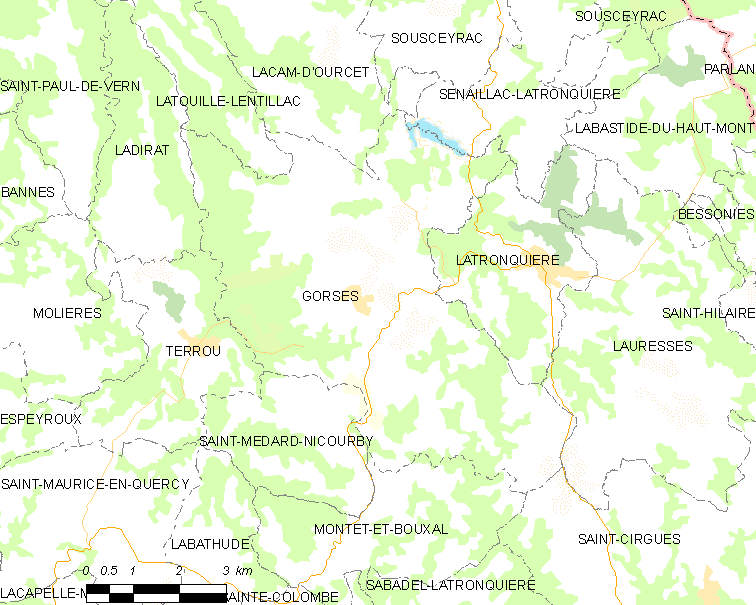
的OSM定位图

戈尔斯的时区为UTC+01:00、UTC+02:00（夏令时）。

## 行政
戈尔斯的邮政编码为46210，INSEE市镇编码为46125。

## 政治
戈尔斯所属的省级选区为拉卡佩勒马里瓦勒县。

## 人口

1962-2008年间人口变化图示

戈尔斯于2022年1月1日时的人口数量为340人。